# Oorlog in Nagorno-Karabach (2020)
De Oorlog in Nagorno-Karabach in 2020 was een gewapend conflict tussen Azerbeidzjan enerzijds en de Republiek Nagorno-Karabach (Artsach) en Armenië anderzijds in en rondom de regio Nagorno-Karabach, een bergachtig gebied in de Zuidelijke Kaukasus dat historisch gezien bewoond werd door Armeniërs.
Na een eerdere oorlog van 1988-1994 was het gebied de facto in handen gekomen van de niet-erkende republiek Nagorno-Karabach, hoewel het internationaal beschouwd werd als Azerbeidzjaans grondgebied. De Armeense Nagorno-Karabachers, die een meerderheid in het gebied vormden ten opzichte van de Azerbeidzjanen ter plaatse, vochten tijdens die oorlog zij aan zij met Armenen uit Armenië zelf.
Eind september 2020 braken gevechten uit langs de grens die ontstond na het staakt-het-vuren van 1994. Het Azerbeidzjaanse leger slaagde erin, ondersteund door 2580 Syrische huursoldaten en met diplomatieke en militaire steun van Turkije en Pakistan terreinwinst te boeken en delen van de regio op de Armeniërs te veroveren. Aan de Armeens-Karabachse zijde vochten vrijwilligers uit de Armeense diaspora mee.
Internationale pogingen tot een staakt-het-vuren te komen liepen aanvankelijk op niets uit, totdat Azerbeidzjan in november 2020 de stad Şuşa veroverde. Daarna kwamen de partijen, onder Russisch toezien, overeen de gevechten te staken. De overeenkomst werd door de Azerbeidzjanen als een overwinning gevierd. In de Armeense hoofdstad Jerevan ontstonden enige rellen tegen de regering en de oppositie riep op tot protest. Volgens schattingen heeft het conflict enkele duizenden levens geëist.

## Achtergrond

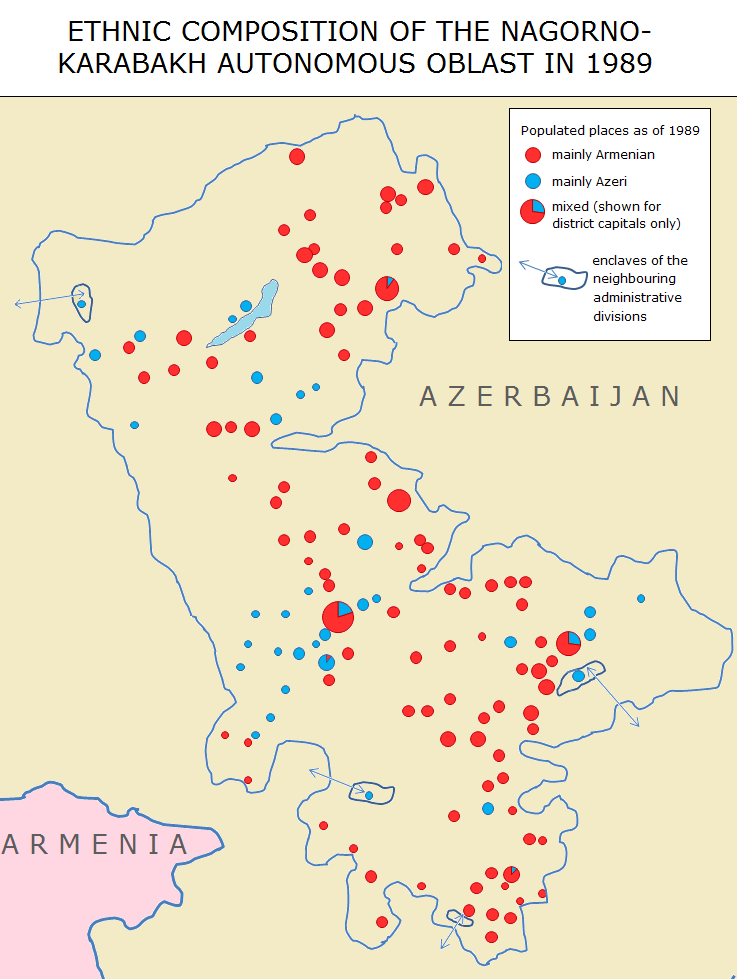
Bevolkingsopbouw van de autonome oblast Nagorno-Karabach in 1989:
Hoofdzakelijk Armeens
Hoofdzakelijk Azerbeidzjaans

De betwiste regio Nagorno-Karabach, met zijn etnisch Armeense meerderheid, was de jure een deel van Azerbeidzjan, maar de facto in handen van de zelfverklaarde republiek Nagorno-Karabach, die ondersteund werd door Armenië. Etnisch geweld begon eind jaren 1980 en explodeerde in een oorlog na de ontbinding van de Sovjet-Unie in 1991. Op 20 februari 1988 nam de sovjet van de Nagorno-Karabachse Autonome Oblast een resolutie aan waarin werd verzocht de autonome oblast van de Azerbeidzjaanse SSR over te brengen naar de Armeense SSR. Azerbeidzjan wees het verzoek meerdere malen af. Nadat de autonome status van Nagorno-Karabach werd ingetrokken door de centrale overheid van Azerbeidzjan, werd in de regio op 10 december 1991 een referendum gehouden. Dat werd geboycot door de Azerbeidzjaanse bevolking, die toen ongeveer 22,8% van de bevolking uitmaakte: 99,8% stemde voor. Zowel Armenië als Azerbeidzjan werden in 1992 onafhankelijk van de Sovjet-Unie.
De oorlog in Nagorno-Karabach resulteerde in een vluchtelingenstroom van 750.000 Azerbeidzjanen en 353.000 Armeniërs, zowel tussen als binnen beide landen. De oorlog eindigde met een wapenstilstand in 1994, waarbij Armeniërs de controle kregen over het grootste deel van de regio Nagorno-Karabach. Tijdens de oorlog werden de omliggende districten Agdam, Cəbrayıl, Füzuli, Kəlbəcər, Qubadlı, Laçın en Zəngilan van Azerbeidzjan echter ook ingenomen, terwijl die regio's in meerderheid door Azerbeidzjanen werden bewoond.

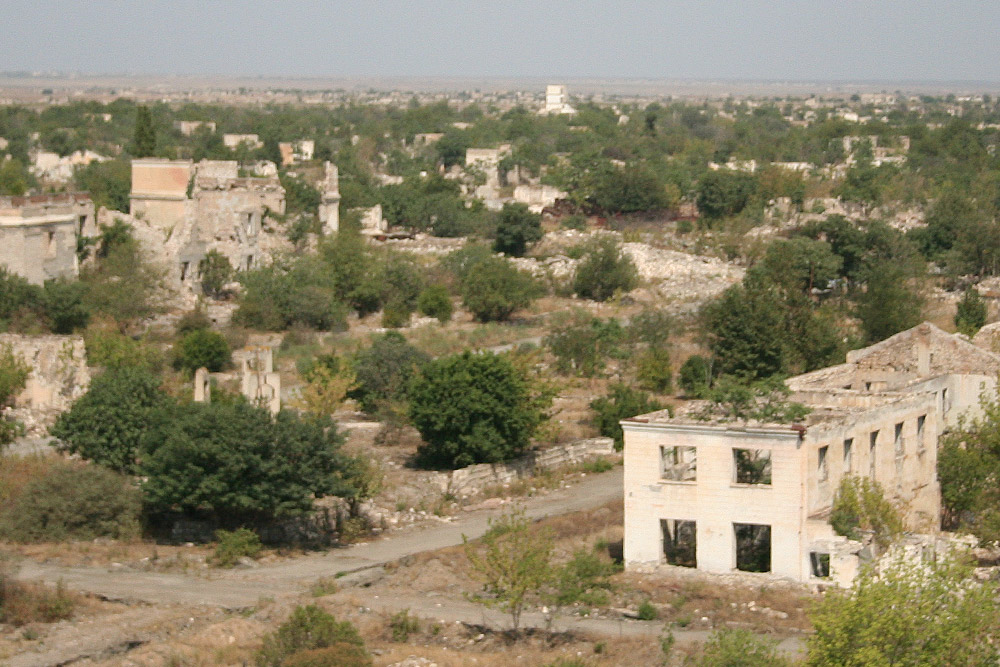
Delen van Nagorno-Karabach die in de jaren '90 verwoest werden, zoals de spookstad Ağdam, belandden na de oorlog in een bufferzone. In 2020 zou Azerbeidzjan de stad overnemen.

Gedurende drie decennia vonden meerdere schendingen van de wapenstilstand plaats, met als meest ernstige incidenten voorafgaand aan het hier besproken conflict grensgevechten in 2016. Langdurige internationale bemiddelingspogingen om een vredesproces tot stand te brengen, werden in 1994 geïnitieerd door de Minsk-groep van de OVSE, met de onderbroken Madrid Principles (2009) als meest recente poging. Hoewel het onduidelijk was hoe de bewoners van het gebied het grondgebied wilden besturen (onafhankelijk, of onderdeel worden van Armenië), bleek uit enquêtes dat ze geen deel willen uitmaken van Azerbeidzjan. In augustus 2019 bezocht de Armeense premier Nikol Pasjinjan Nagorno-Karabach en verklaarde: "Artsach is Armenië, punt uit". Hiermee zette hij een wijziging in qua politieke koers van Armenië.
In juli 2020 vonden schermutselingen plaats op de grens tussen Armenië en Azerbeidzjan. Duizenden Azerbeidzjanen demonstreerden hierna voor oorlog tegen Armenië, waarbij Turkije propaganda maakte ter ondersteuning van Azerbeidzjan.
Op 23 juli 2020 kondigde Armenië de start aan van een gezamenlijke oefening van het luchtverdedigingssysteem met Rusland. Een week later voerde Azerbeidzjan een reeks militaire oefeningen uit, die duurde van 29 juli tot 10 augustus en begin september vonden oefeningen in samenwerking met Turkije plaats. Azerbeidzjan en Turkije zijn nauwe bondgenoten.

## Begin
De beschietingen begonnen in de vroege ochtend van 27 september 2020. Beide partijen beschuldigden elkaar ervan de wapenstilstand, die sinds 1994 gold, te hebben geschonden. Analist Thomas de Waal benadrukte dat Azerbeidzjan als eerste een aanval lanceerde en dat zij er ook belang bij hadden, in tegenstelling tot de Armeniërs. Nog dezelfde dag werd de staat van beleg en totale mobilisatie afgekondigd in Nagorno-Karabach en Armenië. In Azerbeidzjan werd tevens de staat van beleg afgekondigd en een avondklok ingesteld in sommige steden. Een dag later, op 28 september, kondigde Azerbeidzjan gedeeltelijke mobilisatie af. In de avond maakte Azerbeidzjan bekend Nagorno-Karabach te zijn binnengevallen en enkele gebieden te hebben ingenomen.

## Verloop

### Territoriale verschuivingen
De Azerbeidzjaanse strijdkrachten namen gedurende de oorlog enige delen in het noorden en met name in het zuiden in van Nagorno-Karabach, waaronder de plaatsen Cəbrayıl, Hadroet, Füzuli, Zəngilan, Qubadlı en Şuşa.

### Aanvallen op Gəncə en Bərdə
Gəncə, de op een na grootste stad van Azerbeidzjan, werd meerdere keren bestookt met ballistische raketten. Armenië erkende slechts gedeeltelijk verantwoordelijkheid voor de aanvallen. Hierbij kwamen tientallen burgers om en raakten nog eens tientallen burgers gewond. De plek van de inslag van de raketten werd bezocht door vertegenwoordigers van meerdere landen.
Op 28 oktober 2020 werd het centrum van de Azerbeidzjaanse stad Bərdə getroffen door raketten, waarbij meerdere winkels en voertuigen in brand zijn gevlogen. Ten minste 21 burgers kwamen hierbij om het leven. Nog eens 40 burgers raakten gewond bij de aanval. Hikmet Hajiyev, assistent van de president van Azerbeidzjan, meldde dat Armeense troepen cluster-Smertsj-raketten hadden gebruikt bij de aanval. Het Azerbeidzjaanse ministerie van Defensie bevestigde in een verklaring dat "er doden en gewonden zijn gevallen" en dat "civiele infrastructuur beschadigd is". Sjoesjan Stepanjan, woordvoerder van het Armeense ministerie van Defensie, ontkende de claim van Azerbeidzjan.

### Aanvallen op Stepanakert

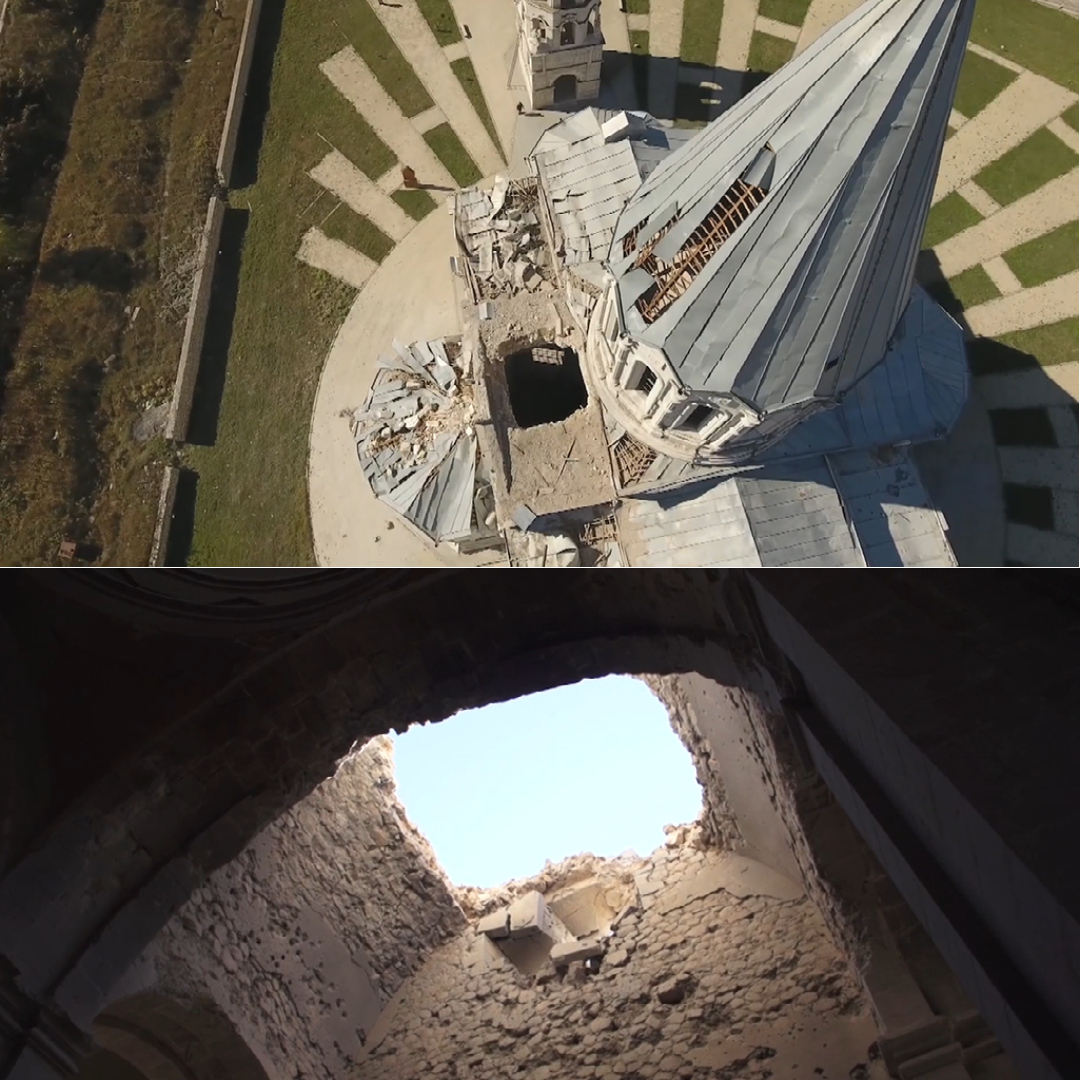
De 19de-eeuwse kathedraal van Sjoesja - herbouwd in de jaren negentig - werd beschadigd tijdens het conflict.

Stepanakert (Chankendi), de hoofdstad van Nagorno-Karabach, was meermaals het doelwit van raketten en artilleriegranaten. De aanvallen op de stad, waarbij ook clustermunitie gebruikt werd, begonnen met een bombardement op 27 september; na drie weken oorlog was een groot deel van de bevolking van de stad en van Nagarno-Karabach in zijn geheel voor het oorlogsgeweld gevlucht.
Ook de nabijgelegen kathedraal van Sjoesja werd in oktober door luchtaanvallen beschadigd; Azerbeidzjan ontkent hiervoor verantwoordelijk te zijn.

### Wapenstilstanden
Meerdere malen werd gepoogd een wapenstilstand te bereiken tussen de vechtende partijen, die ineffectief bleken.
Op 10 oktober 2020 bereikten de ministers van Buitenlandse Zaken van Azerbeidzjan en Armenië een staakt-het-vuren na besprekingen in Moskou onder leiding van de Russische minister van Buitenlandse Zaken Sergej Lavrov. Vrijwel direct na het ingaan van de wapenstilstand werden de vijandelijkheden hervat, waardoor het staakt-het-vuren mislukte.
Op 17 oktober 2020 bereikten de partijen opnieuw een akkoord voor een humanitair staakt-het-vuren, dat ook weinig effect bleek te hebben.
Op 26 oktober 2020 kwamen de twee landen een nieuw humanitair staakt-het-vuren overeen na bemiddeling door de Verenigde Staten. Kort na het ingaan van de wapenstilstand beschuldigden beide landen elkaar ervan het bestand te schenden.

### Neerhalen Russische helikopter
Op de avond van 9 november 2020 schoten Azerbeidzjaanse militairen een Russische Mi-24 neer bij de grens van Armenië met de autonome Azerbeidzjaanse exclave Nachitsjevan. Hierbij kwamen twee Russische piloten om, terwijl één piloot gewond raakte. Al snel erkende Azerbeidzjan verantwoordelijkheid en bood excuses aan voor de vergissing. Rusland maakte bekend dat de helikopter een Russisch konvooi begeleidde en accepteerde de excuses van Azerbeidzjan. Enkele uren na deze gebeurtenis maakten de partijen bekend een akkoord te hebben gesloten over het einde van de oorlog.

## Staakt-het-vuren en reacties

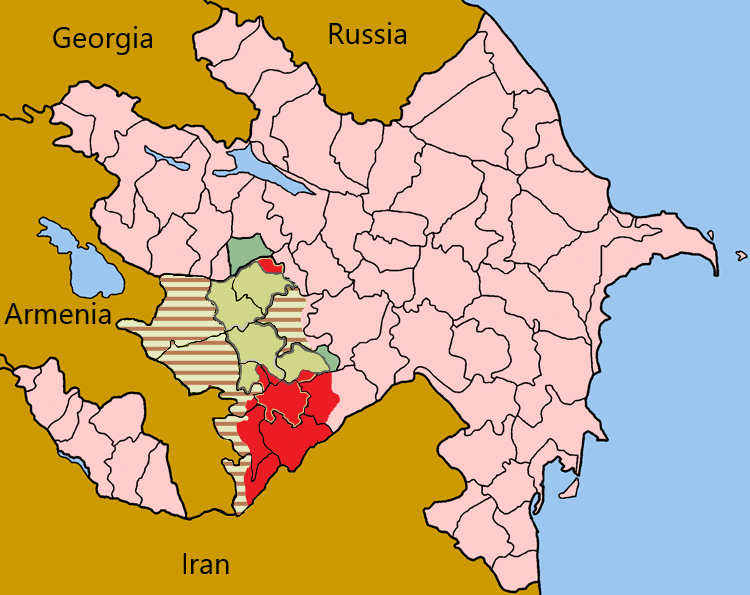
De kaart, zoals deze er na de overeenkomst uitziet. De rode en olijfgroene gebieden blijven Azerbeidzjaans. Het gestreepte deel zal uiterlijk 1 december 2020 aan Azerbeidzjan overgedragen worden. In het lichtgroene stuk van de kaart, het deel van Nagorno-Karabach dat resteert, zal de Russische vredesmacht gestationeerd zijn.

In de nacht van 9 op 10 november 2020 tekenden de president van Azerbeidzjan, İlham Əliyev, de premier van Armenië, Nikol Pasjinjan en de president van Rusland, Vladimir Poetin, een staakt-het-vuren dat een einde maakte aan de gevechten. Overeengekomen werd om per 00:00 uur (Moskoutijd) op 10 november 2020 de vijandigheden te staken. De president van het internationaal niet-erkende Nagorno-Karabach, Arajik Haroetjoenian, stemde hiermee eveneens in.
De tekst van het staakt-het-vuren-overeenkomst zoals gepubliceerd op de website van het Kremlin is:
Wij, president van de Republiek Azerbeidzjan Ilham Aliyev, premier van de Republiek Armenië Nikol Pasjinjan en president van de Russische Federatie Vladimir Poetin, verklaren het volgende:
1. Een volledig staakt-het-vuren en de beëindiging van alle vijandelijkheden in het gebied van het conflict in Nagorno-Karabach worden afgekondigd met ingang van 10 november 2020 om 12.00 uur Moskouse tijd. De Republiek Azerbeidzjan en de Republiek Armenië, hierna de "partijen" genoemd, stoppen op hun huidige posities.
2. Het district Agdam wordt uiterlijk op 20 november 2020 teruggegeven aan de Republiek Azerbeidzjan.
3. De vredestroepen van de Russische Federatie, namelijk 1.960 met vuurwapens bewapende troepen, 90 gepantserde voertuigen en 380 motorvoertuigen en eenheden van speciale uitrusting, worden ingezet langs de contactlijn in Nagorno-Karabach en langs de Laçın-corridor.
4. De vredestroepen van de Russische Federatie worden gelijktijdig met de terugtrekking van de Armeense troepen ingezet. De vredestroepen van de Russische Federatie worden voor vijf jaar ingezet, welke termijn automatisch wordt verlengd met volgende termijnen van vijf jaar, tenzij een van beide partijen zes maanden voor het verstrijken van de huidige termijn kennis geeft van haar voornemen deze clausule te beëindigen.
5. Voor een efficiënter toezicht op de naleving van de overeenkomsten door de partijen wordt een centrum voor vredesopbouw opgericht dat toeziet op het staakt-het-vuren.
6. De Republiek Armenië geeft het district Kalbajar uiterlijk op 15 november 2020 en het district Lachin uiterlijk op 1 december 2020 terug aan de Republiek Azerbeidzjan. De Laçın-corridor (5 km breed), die een verbinding vormt tussen Nagorno-Karabach en Armenië en niet over het grondgebied van Shusha loopt, blijft onder controle van de vredestroepen van de Russische Federatie.
Zoals de partijen waren overeengekomen, zal binnen de eropvolgende drie jaar een plan worden opgesteld voor de aanleg van een nieuwe route via de Laçın-corridor, die een verbinding zou vormen tussen Nagorno-Karabach en Armenië, en zullen de vredestroepen van de Russische Federatie vervolgens worden verplaatst om de route te beschermen.
De Republiek Azerbeidzjan waarborgde de veiligheid van personen, voertuigen en goederen die zich in beide richtingen langs de Laçın-corridor verplaatsen.
7. In eigen land ontheemde personen en vluchtelingen keren terug naar het grondgebied van Nagorno-Karabach en aangrenzende gebieden, onder toezicht van de Hoge Commissaris van de Verenigde Naties voor vluchtelingen.
8. De partijen wisselen krijgsgevangenen, gijzelaars en andere gedetineerden, alsmede lijken uit.
9. Alle economische en vervoersverbindingen in de regio worden gedeblokkeerd. De Republiek Armenië garandeert de veiligheid van de vervoersverbindingen tussen de westelijke regio's van de Republiek Azerbeidzjan en de autonome republiek Nachitsjevan, zodat het verkeer van personen, voertuigen en goederen in beide richtingen ongehinderd kan plaatsvinden. De grensbewakingsdienst van de Russische Federale Veiligheidsdienst is verantwoordelijk voor het toezicht op de vervoersverbindingen.
Onder voorbehoud van overeenstemming tussen de partijen zal worden gezorgd voor de aanleg van nieuwe vervoersverbindingen om de autonome republiek Nachitsjevan te verbinden met de westelijke regio's van Azerbeidzjan.
— President van de Republiek Azerbeidzjan İlham Əliyev, premier van de Republiek Armenië Nikol Pasjinjan en president van de Russische Federatie Vladimir Poetin, "Verklaring van de president van de Republiek Azerbeidzjan, premier van de Republiek Armenië en president van de Russische Federatie", gepubliceerd op de website van het Kremlin.

### Reactie Armenië
Na het bekendmaken van het verdrag bestormden woedende demonstranten in de Armeense hoofdstad Jerevan het regeringsgebouw en werden er vernielingen gericht. De woning van de Armeense premier Pasjinian werd eveneens bestormd. De parlementsvoorzitter van Armenië Ararat Mirzojan werd uit zijn auto gesleurd en mishandeld door demonstranten. Er ontstonden grootschalige demonstraties waarin het aftreden van de premier werd geeïst.
De Armeense veiligheidsdienst maakte bekend dat een geplande staatsgreep en moordaanslag op de Armeense premier werd verijdeld.

### Reactie Azerbeidzjan
In Azerbeidzjan gingen mensen de straten op om de in hun ogen behaalde overwinning te vieren.

### Uitvoering
Er werd afgesproken dat Armeense troepen zouden vertrekken uit de districten Kəlbəcər, Ağdam en Laçın. Vrijwel alle Armeniërs vertrokken ook uit de gebieden. Bij het vertrek namen Armeniërs al hun bezittingen mee en staken hun huizen en scholen in brand. Ook werden dieren geslacht, elektriciteitsmasten kapotgemaakt en werden bomen in de gebieden omgehakt.
Het vertrek uit Kəlbəcər stond gepland op 15 november, maar werd verlengd naar 25 november. Op 24 november trokken de laatste Armeense troepen uit de regio en werd de grensovergang vanuit Armenië naar de regio gesloten. Op 25 november maakte Azerbeidzjan bekend de controle over de hele regio te hebben overgenomen.
Het vertrek uit Ağdam werd gepland op 20 november. Later werd bekendgemaakt dat zeven dorpen, waarvan onduidelijk was of het onder Ağdam viel, ook zouden worden teruggeven aan Azerbeidzjan. Op 19 november trokken Azerbeidzjaanse troepen de bezette delen van het district binnen. Op 20 november werd bekendgemaakt dat de hele rayon onder controle was gekomen van Azerbeidzjan.
Het vertrek uit de regio Laçın stond gepland op 1 december, waarop de provincie werd ontruimd met uitzondering van de stad Laçın en omringende dorpen, omdat de Laçın-corridor - de enige verbindingsweg tussen Nagorno-Karabach en Armenië - er dwars doorheen liep. Gedurende twee jaar werd deze bewaakt door Russische troepen in afwachting van een vervangende route om de stad heen. In augustus 2022 werd de route opgeheven en de stad Laçın en omringende dorpen eveneens ontruimd.

## Internationale reacties

### Landen
Canada schortte de wapenexport naar Turkije op, omdat Canadese wapentechnologie door Azerbeidzjan gebruikt zou worden in de oorlog. Premier Justin Trudeau riep alle partijen op een vreedzame oplossing te vinden.
 Frankrijk liet weten te pleiten voor een duurzame oplossing die de belangen van de Armeniërs zal dienen en in deze moeilijke tijd naast Armenië te staan.
 Georgië, buurland van beide landen, riep op tot een staakt-het-vuren. Enkele maanden voor de oorlog beschuldigde Azerbeidzjan Georgië van het doorlaten van wapentransporten naar Armenië, wat Georgië ontkende. Georgië noemde Azerbeidzjan zelfs een belangrijke strategische partner. Kort na de start van de oorlog werd Georgië via social-media berichten beschuldigd van het doorlaten van Turkse wapens voor Azerbeidzjan, terwijl de Georgische regering het wapentransport over land en door de lucht voor beide partijen in het conflict juist niet toestond.
 Iran, dat grenst aan zowel Azerbeidzjan en Armenië als aan de conflictregio, stelde zich neutraal op in het conflict. Het land zette zich in voor een wapenstilstand tussen de partijen. Ali Khamenei, de hoogste leider van Iran, zei dat het conflict enkel opgelost kan worden door de bezette gebieden terug te geven aan Azerbeidzjan, maar benadrukte wel dat de veiligheid van de etnische Armenen in Nagorno Karabach dient gewaarborgd te worden. In het noorden van Iran, dat vooral bewoond wordt door etnische Azerbeidzjanen, braken grote demonstraties uit waarin er werd geëist dat de grenzen met Armenië gesloten werden. Er was ook woede richting de Iraanse regering vanwege geruchten over wapenleveranties aan Armenië. Ruim 60 demonstranten werden gearresteerd bij de protesten.
 Israël was een van de belangrijkste wapenleveranciers voor Azerbeidzjan. De Israëlische kamikaze-drones speelden een belangrijke rol in de oorlog. Armenië besloot zelfs zijn ambassadeur in Israël terug te roepen vanwege de belangrijke wapenleveranties aan Azerbeidzjan. Israël ontkende echter Azerbeidzjan te steunen in het conflict en liet weten neutraal te zijn.
 Hongarije verklaarde zich solidair met de 'territoriale integriteit' van Azerbeidzjan.
 Oekraïne deed op zowel Armenië als Azerbeidzjan een beroep om het conflict te de-escaleren, zei Volodymyr Zelensky. Tegelijkertijd liet Zelensky weten de territoriale integriteit van Azerbeidzjan te steunen.
 Oezbekistan liet weten het standpunt van Azerbeidzjan in het conflict te steunen.
 Rusland riep al sinds het begin van de escalatie op tot een wapenstilstand. Het land onderhield goede contacten met zowel Azerbeidzjan en Armenië en was de grootste wapenleverancier van beide landen. Het land weigerde echter militair in te grijpen in het kader van de Organisatie voor het Verdrag inzake Collectieve Veiligheid, waar zowel Rusland als Armenië lid van is, maar Azerbeidzjan niet. De gevechten vinden namelijk formeel plaats op het grondgebied van Azerbeidzjan en niet in Armenië zelf. Russische troepen bewaakten al geruime tijd de grens tussen Turkije en Armenië.
 Syrië, waarvan het regime een vijandige relatie kende met Turkije, beschuldigde Turkije ervan verantwoordelijk te zijn voor de escalatie in de regio.
 Turkije liet van het begin af aan weten solidair te zijn met Azerbeidzjan, waarmee het etnisch en religieus verbonden is. Tevens riep Turkije Armenië op zich terug te trekken uit het grondgebied van Azerbeidzjan. Turkije leverde veel wapens aan Azerbeidzjan en liet meerdere malen weten klaar te staan om Azerbeidzjan op alle manieren die Azerbeidzjan wenst te helpen.
 Verenigde Staten De minister van Buitenlandse Zaken, Mike Pompeo, riep Bakoe en Jerevan op tot de-escalatie. De congresleden Brad Sherman, Frank Pallone, Adam Schiff en Ed Markey betuigden hun solidariteit met de Armenen. Sherman en Pallone dienden eerder in 2020 op verzoek van de diaspora-organisatie ANCA (Armenian National Committe of America) twee wijzigingsverzoeken in om als overheid vanaf 2021 geen wapens meer te verkopen aan Azerbeidzjan. Deze verzoeken werden op 21 juli 2020 door het Congres afgewezen.

### Internationale Organisaties
De  Europese Unie gaf aan dat zij in het contact met de ministers van Buitenlandse Zaken van Armenië en Azerbeidzjan erop aan heeft gedrongen dat het staakt-het-vuren onvoorwaardelijk gerespecteerd zou moeten worden door beide zijden. De aanvallen op burgers zouden onmiddellijk moeten stoppen. De EU herhaalde dat zij bereid bleef om de partijen en het OVSE te ondersteunen bij een langetermijnoplossing voor het conflict.
De  Verenigde Naties, bij monde van António Guterres, gaf aan zij het betreurenswaardig acht dat beide zijden voortdurend de herhaaldelijke oproepen vanuit de internationale gemeenschap om het vechten onmiddellijk te staken hebben genegeerd. Hij gaf aan in zijn laatste gesprekken opnieuw met beide ministers van Buitenlandse Zaken erop aangedrongen te hebben, dat beide zijden de verplichting vanwege het internationaal humanitair recht hebben, om voortdurend burgers en burgerdoelen te ontzien tijdens hun militaire operaties.
De  Organisatie van Turkse Staten sprak solidariteit uit met Azerbeidzjan en riep Armenië op het grondgebied van Azerbeidzjan te verlaten.

## Opleving conflict in 2023

### Blokkade Laçın-corridor
In december 2022 werd de Laçın-corridor geblokkeerd door milieu-activisten. Zij eisten toegang tot een mijn in Nagorno-Karabach waar volgens hen milieunormen werden geschonden. Er werd in twijfel getrokken dat het milieuactivisten waren, die de weg blokkeerden. De Russische vredestroepen verklaarden niks te kunnen doen tegen de demonstranten.
Alleen het Rode Kruis kreeg nog toegang tot Nagorno-Karabach, totdat de regering van Azerbeidzjan hen in juli 2023 beschuldigde van het doorvoeren van "verboden goederen". Sindsdien mocht ook het Rode Kruis niet meer het gebied in. De VN-veiligheidsraad riep op het Rode Kruis weer toe te laten. Azerbeidzjan meldde dat de regio wel degelijk toegankelijk zou kunnen zijn als de lokale autoriteiten van Karabach de doorvoer door het oostelijke Aghdam zouden aanvaarden.

### Inval Azerbeidzjaans leger
Op dinsdagmiddag 19 september 2023 begon het leger van Azerbeidzjan met een aanval op Nagorno-Karabach en veroverde een groot aantal strategische punten. Duizenden burgers werden uit de aanvalszone geëvacueerd. Rusland bemiddelde een dag later een staakt-het-vuren tussen Azerbeidzjan en de Karabachse autoriteiten. Er kwam een wapenstilstand onder voorwaarde dat de Karabachse strijdkrachten zich volledig zouden ontwapenen en dat het gebied zou re-integreren in Azerbeidzjan Er vielen een paar honderd doden tijdens het korte conflict. De Azerbeidzjaanse verovering van Nagorno-Karabach bracht een exodus van de Armeense inwoners teweeg.

## Vredesakkoord
Azerbeidzjan en Armenië onderhandelden sinds de Aanval op Nagorno-Karabach in 2023, die Nagorno-Karabach geheel onder Azerbeidzjaanse controle bracht, over een vredesakkoord in het decennia slepende conflict. In maart van 2025 was een definitieve overeenkomst nabij. De twee landen kwamen onder andere overeen zaken bij het Internationaal Gerechtshof tegen elkaar in te trekken en grensbewaking door derde partijen niet toe te staan, wat met name de Russische invloed in de regio moest terugdringen.
Aanvullende voorwaarden van Azerbeidzjan vertraagden een definitieve overeenkomst, dat beide landen binnenlands goed uitkwam. Een belangrijke voorwaarde van Azerbeidzjan was dat Armenië verwijzingen in haar grondwet naar territoriale aanspraken op Nagorno-Karabach moest verwijderen. Dit lag in Armenië politiek gevoelig, ook al was premier Nikol Pasjinjan genegen hierin mee te gaan. Volgens de Armeense regering kostte dit vooral tijd omdat er een referendum over gehouden moet worden. De Azerbeidzjaanse regering eiste al sinds 2020 een exclusieve transportcorridor naar haar exclave Nachitsjevan door Armeens territorium, die bekend zou komen te staan als de Zangezur-corridor. Deze zou in de Azerbeidzjaanse visie buiten Armeense jurisdictie moeten worden geplaatst, wat voor Armenië een onoverkomelijke zaak was.
In de tussenliggende periode betrok Armenië de Verenigde Staten bij het proces. Op 8 augustus 2025 werd na bemiddeling door president Donald Trump in Washington een intentieverklaring getekend, als eerste opstap naar een definitief vredesakkoord, dat een einde moet maken aan het langdurige conflict. Het principe-akkoord omvatte met name afspraken voor een door een Amerikaanse private onderneming te beheren Zangezur-corridor, ook wel de "Trump Route for International Peace and Prosperity" (TRIPP)genoemd.